# ديل كارنيجي
ديل كارنيجي (بالإنجليزية: Dale Carnegie)‏؛ (24 نوفمبر 1888 بالقرب من ميزوري - 1 نوفمبر 1955 في فوريست هيلز، نيويورك) كان مؤلف أمريكي ومطور الدروس المشهورة في تحسين الذات ومدير معهد كارنيجي للعلاقات الإنسانية ولد عام 1888 وتوفي عام 1955، بعد أن أصيب بسرطان الدم من نوع لمفومة هودجكين
نشـأ ديـل كـارنيجى في أسـرة فـقيرة، وكان الابن الثاني لكـل من جيمس وليم كـارنيجى وأمـاندا إليزابيث هاربيسون
منذ عام 1912 وديل كارنجي يعقد الدورات التدريبية لرجال الأعمال والمهنيين في نيويورك وكانت هذه الدورات تتكلم عن الخطاب العام فقط
من أهم مؤلفاته كتاب «دع القلق وابدأ الحياة» How to Stop worrying and Start Living وقـد تُرجم إلى عـدة لٌغـات وانتشر بشكل واسع في العالم العربي والإسلامي.
نشر كارنيجي كتاب «كيف تؤثر على الآخرين وتكسب الأصدقاء» للمرة الأولى عام 1936، في طبعة لم تتجاوز الخمسة آلاف نسخة[بحاجة لمصدر].
وكان كارنجي دائما يقول إنه من الأسهل أن تجمع مليون دولار من أن تضع عبارة باللغة الإنجليزية.
تأثر به مجموعة كبيرة من الكتّاب العرب والمسلمين وانتشرت كتب بعده مستوحاة من الفكر الغربي في تطوير الذات ولكن بقالب إسلامي، مثل:
- كتـاب جدد حياتك للشيخ محمد الغزالي.
- كتـاب لاتحزن للداعية عائض القرني.
- كتـاب استمتع بحياتك للشيخ محمد العريفي.
- كتاب الوسائل المفيدة للحياة السعيدة للشيخ عبد الرحمن بن ناصر السعدي.

## أهـم مؤلفاته
له عدد من الكتب منها:
- دع القلق وابدأ الحياة.
- كيف تكسب الأصدقاء وتؤثر في الناس.
- اكتشف القائد الذي بداخلك - فن القيادة في العمل
- فن الخطابة.
- فن التعامل مع الناس.
- كيف تكسب النجاح - التفوق والثروة في حياتك
- كن يقظاً
- كيف تحقق هدفك وتصل إلى ماتريد

## روابط خارجية
- ديل كارنيجي على موقع IMDb (الإنجليزية)
- ديل كارنيجي على موقع الموسوعة البريطانية (الإنجليزية)
- ديل كارنيجي على موقع مونزينجر (الألمانية)
- ديل كارنيجي على موقع ميوزك برينز (الإنجليزية)
- ديل كارنيجي على موقع ميوزك برينز (الإنجليزية)
- ديل كارنيجي على موقع إن إن دي بي (الإنجليزية)
- ديل كارنيجي على موقع ديسكوغز (الإنجليزية)